# Un lunedì nero
Un lunedì nero (titolo originale Cut me in - New York, Abelard-Schuman; successivamente ripubblicato come The Proposition), è un romanzo di Ed McBain pubblicato con lo pseudonimo di Hunt Collins nel 1954. Il romanzo è uscito in Italia nel 1956 edito da Garzanti nella collana Seria Gialla n.89 con la traduzione di Bruno Tasso.

## Trama
Joshua Black è un editor di New York, suo socio è Del Gilbert. La coppia funziona. Josh è il buono, Del è il mastino. Joshua è euforico, sta per concludere un complicato ma redditizio contratto per lo sfruttamento dei diritti televisivi di uno scrittore, tale Cam Stewart, lanciato dalla agenzia, ma mai personalmente conosciuto. Vi sono però degli ostacoli. Un altro editor è interessato alla trasposizione cinematografica dei libri di Stewart e corteggia l'autore. Josh pensa però di aver in mano la carta vincente. Un documento autografo di Stewart attesta la cessione dei diritti all'agenzia di cui è contitolare. Ma una sorpresa lo attende in ufficio. Il suo socio Del Gilbert è stato ucciso nottetempo nel suo studio. La cassaforte è aperta e il documento originale sparito. È però abbastanza tranquillo, infatti possiede una fotocopia e spera possa bastare.
Chi si occupa delle indagini è il sergente Di Luca il quale non è convinto della motivazione commerciale dell'assassinio.
Poco prima di entrare nello studio del socio Joshua aveva avuto un alterco con David Gunnison, un novello scrittore. Infastito dalla sua insistenza e prepotenza, l'editor lo aveva allontanato in malo modo.
Tornato a casa Josh trova inaspettatamente la giovane e affascinante moglie di Del, Gail, la quale non sembra affatto affranta, anzi gli confida di essere contenta. Era stufa di essere tradita dal marito e confessa di essere a conoscenza della relazione di Del con Lydia, una segretaria dello studio.
Senza mezzi termini Gail si spoglia per concedersi, ma Josh l'allontana e la convince ad andarsene.
Con la speranza che Lydia, l'amante segretaria sappia qualcosa sul prezioso documento, Josh si reca nel suo appartamento. Anche lei però dopo un primo momento di smarrimento propone spudoratamente di sostituire Del con Josh, ma del documento non sa nulla. Josh non raccoglie l'invito e quando richiude la porta sul pianerottolo viene aggredito e stordito. Al risveglio, anche la fotocopia che aveva è sparita. Recatosi alla polizia, racconta al sergente quanto è successo e nonostante i dubbi di Di Luca si convince che il contratto è la causa di tutto. Ma chi, delle diverse persone coinvolte, è l'assassino? Stewart, l'autore che nega di aver firmato la cessione dei diritti? L'editor concorrente che fa da mediatore tra lo scrittore e il produttore cinematografico o lo stesso produttore il quale a sua volta ha alle spalle potenti finanziatori?
Pentitosi di aver rifiutato le avance di Lydia, Joshua ritorna nel suo appartamento. Nuova sorpresa. La trova morta, uccisa a revolverate. Ma invece di informare immediatamente la polizia, non trova di meglio che gironzolare per il quartiere per riflettere su tutto quanto è successo.
Ovviamente viene ritenuto colpevole dell'omicidio, ma orari e altri dettagli lo scagionano.
Decide di recarsi dallo scrittore, e, altra sorpresa, lo scrittore è una scrittrice particolarmente bella e disinibita e, nonostante il feeling che nasce tra i due, nega di aver firmato una cessione dei diritti all'agenzia.
Produttore ed editore gli comunicano che la sera stessa sarà data una festa nella quale verrà comunicata alla stampa la realizzazione di un film basato sul personaggio creato dalla Stewart. Josh bleffa dicendo di aver in mano il documento e che alla festa ci sarà anche lui, ma con l'intenzione di citarli per danni scoraggiando così gli investitori.
Mentre si reca alla festa viene fermato da due tipi che con le buone lo convincono a desistere dal parteciparvi, ubriacandolo.
Nel pieno della notte, Josh si riprende e si reca dalla Stewart dove passa il resto della notte in affettuosità. La mattina dopo in ufficio lo aspetta lo scrittore strapazzato il quale gli confessa di essere stato lui a colpirlo mentre usciva da Lydia e a prendergli la preziosa fotocopia che gli era scivolata di mano. Lo aveva fatto per vendicarsi ma ora era disposto a restituirgliela in cambio di maggiore attenzione al suo lavoro.
Infastitito ma sollevato, accetta e si reca dalla Stewart per farle vedere lo scritto. Altro colpo di scena.vcLa scrittrice è stata uccisa.
Colpito dalla notizia, Josh ritorna in agenzia e qui riceve la telefonata di uno studio specializzato in duplicazioni. Lo sollecitano a ritirare quanto richiesto dal suo socio Del Gilbert e cioè dodici fotocopie di un documento.
Qualcosa non torna. Se i documenti non erano stati rubati in nessuno dei due casi, allora il movente degli omicidi doveva essere un altro. Ricordando una frase di Gail, la moglie di Del, Joshua costringe la donna alla confessione. Omicidi per gelosia. Anche la scrittrice, erroneamente, era stata ritenuta un'amante.

## Particolarità
Il romanzo è scritto in prima persona sotto forma di racconto di quanto è successo al protagonista.
Il titolo originale Cut me in è difficilmente traducibile in modo sintetico in italiano, infatti ha diversi significati e tutti si possono adattare al contenuto del libro.
Cut me in può voler dire: dare una fetta di torta, nel significato di spartizione di qualche cosa, oppure: tagliare la strada in un sorpasso (come avviene quando bloccano Josh mentre si recava alla festa).

## Edizioni
- Hunt Collins alias Ed McBain, Un lunedì nero, traduzione di Bruno Tasso, collana Serie Gialla, Garzanti, 1956,  p. 200.